# Baiba Skride
Baiba Skride (Riga, 17 maart 1981) is een Lets violiste. In 2001 won ze de eerste prijs in de prestigieuze Koningin Elisabethwedstrijd voor viool te Brussel.
Skride werd geboren in een zeer muzikale familie in Riga, waar ze ook muziek begon te studeren. In 1995 ging ze studeren aan het Muziek- en Theaterconservatorium van Rostock (Duitsland) bij Petru Munteanu. Ze geeft over de hele wereld concerten, samen met grote orkesten, zoals het Nationaal Orkest van België, het hr-Sinfonieorchester en het Filharmonisch Orkest van Helsinki.
Ze is de oudere zus van pianiste Lauma Skride.